# Parti social-démocrate (Luxembourg, 1970)
Ne doit pas être confondu avec Parti social-démocrate (Luxembourg, 1903).
Pour les autres articles nationaux ou selon les autres juridictions, voir Parti social-démocrate.
Le Parti social-démocrate (en luxembourgeois : Sozialdemokratesch Partei), abrégé respectivement en PSD et SdP, est un ancien parti politique social démocrate luxembourgeois actif entre 1971 et 1984.

## Histoire
Le SdP est fondé en mars 1971 par scission de l'aile droite du Parti ouvrier socialiste (LSAP), d'obédience centriste, face à la montée de l'aile gauche du parti qui s'opposait aux alliances avec le Parti populaire chrétien-social (CSV) et privilégiaient celles avec le parti communiste (KPL) au niveau communal,.
La scission est menée par Henry Cravatte, exclu de la présidence du LSAP en mai 1970, entraînant avec lui six des dix-huit députés, dont Albert Bousser et Astrid Lulling. Un sixième des conseillers communaux du LSAP ont également fait défection.
Le parti a participé aux élections législatives de 1974 via une alliance avec le Parti démocratique (DP), où il obtient 9,2 % des voix et remporte cinq sièges à la chambre des députés, se rapprochant du KPL, qui était la 4e force politique du grand-duché. Aux élections législatives de 1979, le parti perd trois sièges au profit du CSV ; aux élections européennes de 1979 le parti ne remporte aucun siège, mais obtient plus de voix que le KPL.
Le parti est dissout en 1984 : certains de ses membres, dont Cravatte, sont revenus au LSAP tandis que d'autres, comme Lulling, ont rejoint le CSV.

## Organisation

### Présidents
| Identité                          | Période | Période | Durée |
| Identité                          | Début   | Fin     | Durée |
| --------------------------------- | ------- | ------- | ----- |
| Henry Cravatte (1911 - 1990)      | 1971    | 1980    | 9 ans |
| Fernand Georges (d) (1929 - 2015) | 1980    | 1984    | 4 ans |

### Présidents de groupe
- 1971-1972 : Romain Fandel (lb)
- 1972-1976 : Roger Schleimer (lb)
- 1976-1979 : Astrid Lulling

## Résultats électoraux

### Élections législatives
| Année | Voix    | %   | Rang | Sièges |
| ----- | ------- | --- | ---- | ------ |
| 1974  | 276 495 | 9,2 | 4e   | 5 / 59 |
| 1979  | 181 805 | 6,0 | 4e   | 2 / 59 |

### Élections européennes
| Année | Voix   | %    | Sièges | Rang | Tête de liste | Groupe |
| ----- | ------ | ---- | ------ | ---- | ------------- | ------ |
| 1979  | 68 289 | 7,00 | 0 / 6  | 4e   |               |        |